# Geotrichum candidum

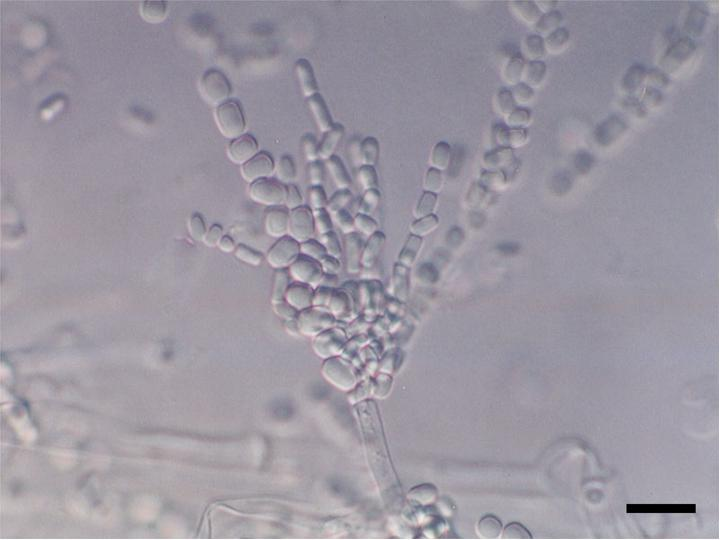
Konidia

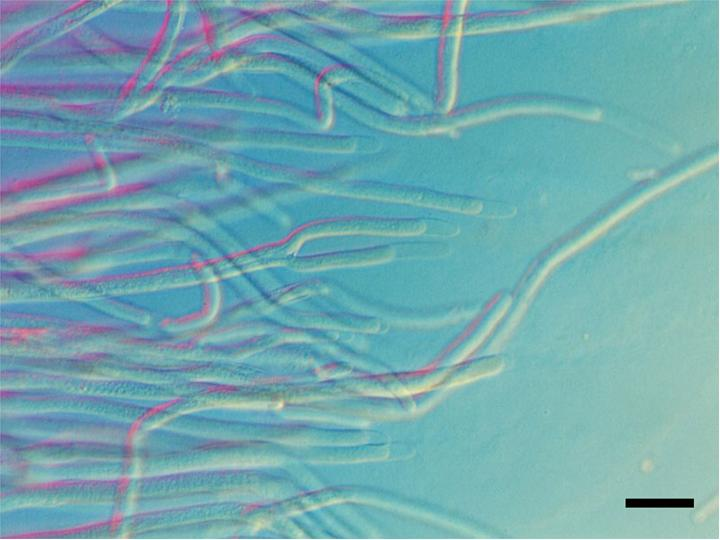
Strzępki

Geotrichum candidum Link – gatunek grzybów z rzędu drożdżakowców. Mikroskopijny grzyb saprotroficzny, ale także grzyb chorobotwórczy wywołujący geotrychozę.

## Systematyka i nazewnictwo
Pozycja w klasyfikacji według Index Fungorum: Geotrichum, Dipodascaceae, Saccharomycetales, Saccharomycetidae, Saccharomycetes, Saccharomycotina, Ascomycota, Fungi.
Po raz pierwszy opisał w 1809 r. Johann Heinrich Friedrich Link i nadana przez niego nazwa naukowa jest aktualna. Ma ponad 50 synonimów. Niektóre z nich:
- Dipodascus geotrichum (E.E. Butler & L.J. Petersen) Arx 1977
- Endomyces geotrichum E.E. Butler & L.J. Petersen 1972
- Galactomyces candidus de Hoog & M.T. Sm. 2004
- Geotrichum citri-aurantii (Ferraris) E.E. Butler 1988
- Trichosporon matalense (Castell.) Cif. 1955

## Morfologia
Hodowla
Kolonia na MEYA rozwija się szybko, tworząc, białą, płaską lub z kosmatą grzybnię powietrzną o nieco strzępiastym brzegu. Zapach nieznaczny lub owocowy. Na glukozowym agarze Sabouraud, agarze brzeczkowym i podłożu syntetycznym Geotrichum candidum tworzy szybko rosnącą kolonię, która może osiągnąć średnicę 5–6 cm po 5 dniach.
Anamorfa
Strzępki często z rozgałęzieniami di- lub trichotomicznymi; główne gałęzie o szerokości 7–12 µm, ściany mocne, z dużo węższymi (2,5–4,0 µm) gałęziami bocznymi wyrastającymi pod kątem ostrym lub prawie prostym. Boczne gałęzie szybko rozdzielają się na krótkie, cylindryczne komórki, które lekko pęcznieją, ostatecznie mierząc około 5–17 × 4–6 µm. Chlamydospory kuliste, pojedyncze, powstające na niezróżnicowanych strzępkach. Czasami na bocznych strzępkach tworzą się blastokonidia.
Teleomorfa
Worki półszkliste, kuliste lub prawie kuliste, 6–9 × 7–10 µm, zawierające jedną, rzadko dwie askospory. Askospory są szeroko elipsoidalne, 6–9 × 7–10 µm, blado żółtawobrązowe, z gładką ścianą wewnętrzną i kolczastą ścianą zewnętrzną (kolce o długości do 1 µm) i nieregularną ścianą zewnętrzną, często ze szklistymi bruzdami równikowymi. Gatunek heterotaliczny. Przegrody są perforowane przez mikrospory, ułożone w strukturę pierścieniową.

## Rozwój
Optymalna temperatura dla wzrostu to 25 °C przy zakresie pH 5,0 –5,5. Zakres temperatur zmienia się w zależności od powierzchni, na której rośnie grzyb. Na przykład w roślinach optymalna temperatura waha się od 25–27 °C. U zwierząt optymalna temperatura waha się od 30–31 °C. Maksymalna temperatura wzrostu wynosi 35–38 °C. Wzrost grzybów może być wspomagany przez D-glukozę, D-mannozę, D-ksylozę, L-sorbozę, D-fruktozę, D-galaktozę, sacharozę, D-mannitol, D-sorbitol, etanol i glicerol. Zarodnikowanie często wymaga równowagi węgla i azotu.

## Występowanie
Występuje powszechnie w glebie i został wyizolowany z gleby zebranej na całym świecie, na wszystkich kontynentach. Jest także normalnym składnikiem ludzkiego mikrobiomu, występuje u 25–30% ludzi na skórze, w plwocinie, w jelitach i w kale. Może rosnąć na różnych owocach cytrusowych powodując gnicie owoców przechowywanych w temperaturze 0–5 °C. Występuje także w wodzie, ściekach, różnych substratach roślinnych, cieście piekarskim, plewach fermentacyjnych, chlebie, mleku i produktach mlecznych.

## Znaczenie
- Jest szeroko stosowany w produkcji niektórych produktów mlecznych, w tym serów, takich jak Camembert, Saint-Nectaire, Reblochon i innych[6]
- Występuje w nordyckim produkcie podobnym do jogurtu, znanym jako viili, gdzie odpowiada za aksamitną konsystencję produktu[6]
- w 2001 roku stwierdzono, że G. candidum trawi poliwęglan znajdujący się w płytach CD[7].
- Wywołuje rzadką chorobę zwaną geotrychozą[8]
- Powoduje mokrą zgniliznę owoców cytrusowych, pomidorów, marchwi i innych warzyw[9].